# Clube Atlético Rosário Central (Sergipe)
O Clube Atlético Rosário Central é um clube de futebol brasileiro fundado na cidade de Rosário do Catete, no estado de Sergipe. Suas cores são o azul e o amarelo. Manda seus jogos no Estádio Isaías Gileno Barreto, Mais conhecido como Campo do Limão em São Cristóvão (Sergipe), Sergipe.
Fundado no dia 3 de abril de 2016, é um dos mais novos clubes profissionais do estado. Disputa, atualmente, a Série A2 do Campeonato Sergipano. Suas categorias de base são gerenciadas pelo União Marabá, de Guarulhos.
O clube disputou o Campeonato Sergipano de Futebol  de 2016 - Série A2, a sua primeira competição oficial. A estreia do clube aconteceu no dia 8 de outubro, quando venceu o Canindé pelo placar de 2x1.

## Desempenho em competições oficiais
Campeonato Sergipano (Série A2)
| Ano  | 2016 | 2017 | 2018 | 2019 | 2020 | 2021 | 2022 | 2023 | 2024 |
| Pos. | 7º   | 14º  | 9º   | 9º   | 4º   | 7º   | 3º   | 19º  | 4º   |
| ---- | ---- | ---- | ---- | ---- | ---- | ---- | ---- | ---- | ---- |